# جيسي مارتن
جيسي مارتن (بالإنجليزية: Jesse Martin)‏ هو مستكشف أسترالي، ولد في 26 أغسطس 1981 في ميونخ في ألمانيا.

## وصلات خارجية
- جيسي مارتن على موقع IMDb (الإنجليزية)